# ماستیت
ماستیت (به انگلیسی: mastitis)، التهاب پستان یا عفونت پستان به التهاب غده پستانی بدون توجه به علت آن گفته می‌شود.
در انسان خانم‌ها در دوران شیردهی گاه با این مشکل مواجه می‌شوند.
در دام‌ها ماستیت از طریق تغییرات فیزیکی یا شیمیائی و معمولاً با مشاهده آلودگی میکروبی در شیر و همچنین تغییرات حاصل از بیماری در بافت غده پستانی مشخص می‌شود.

## علائم
از علائم ماستیت می‌توان به موارد زیر اشاره کرد:
- درد در ناحیه پستان
- تورم در ناحیه پستان
- به وجود آمدن ناحیه ای قرمز رنگ و گوه ای شکل و حساس به دست زدن در پستان
- احساس سوزش در شیردهی
- تب و لرز و خستگی[۴]

## عوامل باکتریایی ایجاد ماستیت در گاو
باکتری‌های شناخته شده عامل ورم پستانی عبارتند از:
- سودوموناس آئروژینوزا
- استافیلوکوکوس اورئوس
- استافیلوکوک اپیدرمیدیس
- استرپتوکوک آگالاکتیه[۵]
- استرپتوکوک اوبریس
- Brucella melitensis
- Corynebacterium bovis
- مایکوپلاسما spp.
- اشریشیا کلی (E. coli)
- کلبسیلا پنومونیه
- کلبسیلا اکسی توکا
- Enterobacter aerogenes[۶]
- Pasteurella spp.[۷]
- Trueperella pyogenes[۸] (previously Arcanobacterium pyogenes)
- Proteus spp.[۹]
- Prototheca zopfii (achlorophyllic algae)
- Prototheca wickerhamii (achlorophyllic algae)[۹]